# 음력 4월 29일
음력 4월 29일은 음력 4월의 29번째 날이다.

## 사건
- 2009년 - 대한민국의 16대 대통령인 노무현이 봉하마을 사저 뒷산 봉화산 부엉이바위에서 투신하여 병원으로 이송됐으나 사망하였다.

## 문화
- 2009년 - 대한민국의 광주광역시가 2015 하계 유니버시아드 대회 개최지로 확정되다.
- 2012년 - 고양종합터미널 개장.

## 탄생
- 1955년 - 대한민국의 성우 신흥철.
- 1961년 - 대한민국의 정치인 안규백.
- 1962년 - 대한민국의 배우 김청.
- 1982년 - 대한민국의 배우 김무열.
- 1986년 - 대한민국의 가수,배우 김현중(SS501).
- 1989년 - 대한민국의 가수 김소정.
- 1991년 - 일본의 가수 토노오카 에리카.

## 사망
- 2009년 - 대한민국 제16대 대통령 노무현.

## 같이 보기
- 음력 360일: 1월 2월 3월 4월 5월 6월 7월 8월 9월 10월 11월 12월
- 전날:4월 28일 다음날:4월 30일 - 전달:3월 29일 다음달:5월 29일
- 양력:4월 29일
- 음력, 윤달